# Цампа

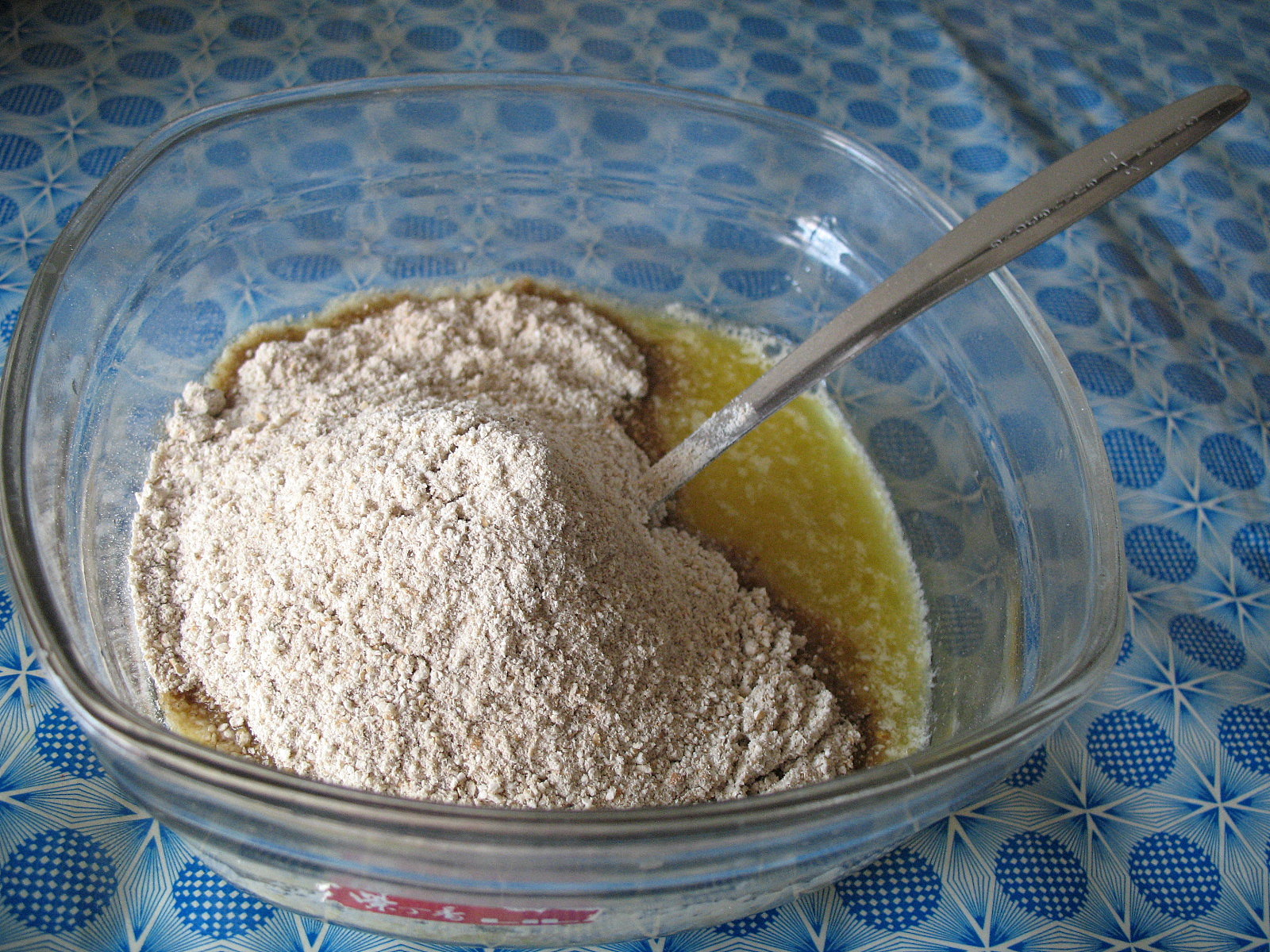
Процесс приготовления блюда.

Цампа (тиб. རྩམ་པ་, встречаются также другие написания по-русски — тсампа с английского tsampa и цзамбу) — традиционное тибетское блюдо, основная пища тибетцев, представляет собой муку из слегка поджаренных зёрен ячменя. Иногда цампой называют пшеничную (тиб. གྲོ་རྩམ་) и рисовую (тиб. འབྲས་རྩམ་) муку, а также готовое блюдо из этой муки.

## Значение в культуре
Иногда цампу называют национальным тибетским блюдом. Кроме того, что она составляет основную часть рациона тибетцев, цампа также используется в ритуальных целях — щепотки цампы бросают в воздух во время многих буддийских ритуалов. Ритуал бросания цампы появился ещё в добуддийские времена и служил для того, чтобы умиротворить духов местности и попросить их покровительства и защиты. Затем он был заимствован буддизмом как «символ празднования и радости» и стал использоваться при отмечании рождения ребёнка и похорон. В настоящее время она особенно известна в связи с новогодними празднованиями, когда цампу бросают, распевая молитвы, призывающие удачу в новом году как для себя, так и для других. Также цампу бросают во время похорон, чтобы освободить душу умершего.

## Способы использования
Из цампы готовят своего рода кашу с добавлением масла яка, тибетского чая, пива или воды. Также существуют хлебные лепёшки из цампы, наподобие тонкого лаваша, аналог индийского чапати. Пекут лепёшки в казане или на разогретом листе железа.
Пасту из цампы и семян зиры иногда прикладывают к больному зубу и другим местам. Тибетские спортсмены используют цампу для быстрого получения энергии.

## Влияние на организм
Согласно Аюрведе и тибетской медицине, ячмень — это высокоэнергетический продукт. Кроме того, он усиливает циркуляцию жидкостей в теле и способствует профилактике пролежней, риск возникновения которых особенно высок у тибетских монахов, по нескольку дней и месяцев медитирующих в одной позе.

## Популярность за пределами Тибета
Начало экспорта цампы свидетельствует о значительном росте потребительной стоимости местного ячменя. Представитель одного из уездов Тибета отметил, что в 2007 году по состоянию на 1 апреля его уезд уже экспортировал в Непал 10 тонн цампы. Этот уезд недавно подписал с Непалом соглашение по экспорту в Непал 30 тонн данного продукта. В настоящее время в данном уезде идет подготовка к строительству завода по производству цампы с производительностью 50 тонн в год.

## Тувинская мука
В тувинской кухне мука крупного помола из поджаренных зёрен ячменя называется «далган» (или «тыва далган»), «талкан».